# Jacques Étienne Gay
Jacques Étienne Gay (Nyon, 11 de outubro de 1786 — Paris, 16 de janeiro de 1864) foi um botânico, colector e taxonomista que se notabilizou no processo de padronização da nomenclatura botânica.

## Biografia
Foi o mais famoso dos alunos do botânico Jean François Aimée Gaudin, com quem começou a colectar plantas aos 14 anos. Foi casado com Rosalie Nillion.
O género de plantas com flor Gaya foi assim designado em sua honra, tal como a espécie Potamogeton gayi Bennett 1892.

## Publicações
- Gay, Jacques Etienne. 1857. Recherches sur les caractères de la végétation du fraisier et sur la distribution géographique de ses espèces, avec la description de deux nouvelles. Annales des Sciences Naturelles (Botanique) 4th ser. 8: 185–208
- Gay, Jacques Etienne. 1821. Monographie des cinq genres de plantes que comprend la tribu des Lasiopetalées dans la famille des Buttneriacées.